# Fatehgarh Churian
Fatehgarh Churian is een nagar panchayat (plaats) in het district Gurdaspur van de Indiase staat Punjab. 

## Demografie
Volgens de Indiase volkstelling van 2001 wonen er 15.879 mensen in Fatehgarh Churian, waarvan 53% mannelijk en 47% vrouwelijk is. De plaats heeft een alfabetiseringsgraad van 72%. 